# G4 & Friends
G4 and Friends es el segundo álbum de estudio de la banda G4. Ingreso en el UK charts en la posición #6 con ventas de 97.100 en su primera semana. El álbum incluye invitados especiales como Cliff Richard, Lesley Garrett y Robin Gibb.

## Lista de canciones
1. «Barcelona» (con Lesley Garrett)
2. «Yellow»
3. «When a Child is Born»
4. «Fever»
5. «Miss You Nights» (con Cliff Richard)
6. «La Donna è Mobile»
7. «Another Day»
8. «The Last Song»
9. «You're the Voice»
10. «First of May» (con Robin Gibb)
11. «Wonder of You»
12. «I Vow to thee My Country»
13. «Beautiful»
14. «Remember Me»
15. «Au Fond Temple Saint»